# Sotirios Papagiannopoulos
Sotirios Papagiannopoulos (Grieks: Σωτήριος Παπαγιαννόπουλος; Stockholm, 5 september 1990) is een Grieks-Zweeds voetballer die doorgaans speelt als centrale verdediger. In augustus 2020 verruilde hij FC Kopenhagen voor AIK. Papagiannopoulos maakte in 2018 zijn debuut in het Zweeds voetbalelftal.

## Clubcarrière
Papagiannopoulos speelde in de jeugdopleiding van AIK Fotboll. Hierna speelde hij twee seizoenen voor Eskilstuna, waarna Akropolis hem overnam. In 2012 verkaste de verdediger naar Assyriska. In drie seizoenen tijd speelde de Griekse Zweed vijfenzeventig competitiewedstrijden in het eerste elftal. PAOK Saloniki nam Papagiannopoulos in januari 2015 over en de centrumverdediger tekende een contract voor tweeënhalf jaar. Al na acht maanden werd het contract van Papagiannopoulos verbroken. Hierop keerde hij terug naar Zweden, waar Östersunds FK zijn nieuwe werkgever werd. Met Östersunds won hij in het seizoen 2016/17 de Svenska Cupen, waardoor de Zweedse club het seizoen erop uitkwam in de UEFA Europa League. In de zomer van 2018 maakte Papagiannopoulos de overstap naar FC Kopenhagen, waar hij zijn handtekening zette onder een verbintenis voor de duur van vier seizoenen. Na twee jaar keerde hij terug naar Zweden, waar hij voor AIK tekende.

## Clubstatistieken
| Seizoen | Club          | Competitie   | Competitie | Competitie | Beker | Beker | Internationaal | Internationaal | Totaal | Totaal |
| Seizoen | Club          | Competitie   | Wed.       | Dlp.       | Wed.  | Dlp.  | Wed.           | Dlp.           | Wed.   | Dlp.   |
| ------- | ------------- | ------------ | ---------- | ---------- | ----- | ----- | -------------- | -------------- | ------ | ------ |
| 2009    | Eskilstuna    | Superettan   | 9          | 0          | 0     | 0     | —              | —              | 9      | 0      |
| 2010    | Eskilstuna    | Superettan   | 18         | 0          | 2     | 0     | —              | —              | 20     | 0      |
| 2011    | Akropolis     | Division 1   | 24         | 5          | 1     | 0     | —              | —              | 25     | 5      |
| 2012    | Assyriska     | Superettan   | 26         | 3          | 0     | 0     | —              | —              | 26     | 3      |
| 2013    | Assyriska     | Superettan   | 21         | 1          | 4     | 1     | —              | —              | 25     | 2      |
| 2014    | Assyriska     | Superettan   | 28         | 0          | 3     | 1     | —              | —              | 31     | 1      |
| 2014/15 | PAOK Saloniki | Super League | 7          | 0          | 0     | 0     | 0              | 0              | 7      | 0      |
| 2015    | Östersunds FK | Superettan   | 9          | 0          | 1     | 0     | —              | —              | 10     | 0      |
| 2016    | Östersunds FK | Allsvenskan  | 22         | 0          | 3     | 0     | —              | —              | 25     | 0      |
| 2017    | Östersunds FK | Allsvenskan  | 22         | 1          | 1     | 0     | 12             | 1              | 35     | 2      |
| 2018    | Östersunds FK | Allsvenskan  | 11         | 1          | 3     | 0     | 2              | 0              | 16     | 1      |
| 2018/19 | FC Kopenhagen | Superligaen  | 18         | 0          | 1     | 0     | 10             | 0              | 29     | 0      |
| 2019/20 | FC Kopenhagen | Superligaen  | 27         | 0          | 2     | 0     | 12             | 0              | 41     | 0      |
| 2020    | AIK           | Allsvenskan  | 12         | 0          | 1     | 0     | —              | —              | 13     | 0      |
| 2021    | AIK           | Allsvenskan  | 29         | 2          | 3     | 0     | —              | —              | 32     | 2      |
| 2022    | AIK           | Allsvenskan  | 28         | 1          | 5     | 0     | 6              | 0              | 39     | 1      |
| 2023    | AIK           | Allsvenskan  | 26         | 1          | 5     | 0     | —              | —              | 31     | 1      |
| 2024    | AIK           | Allsvenskan  | 25         | 0          | 4     | 0     | —              | —              | 29     | 0      |
| Totaal  | Totaal        | Totaal       | 362        | 15         | 39    | 2     | 42             | 1              | 443    | 18     |

Bijgewerkt op 25 december 2024.

## Interlandcarrière
Papagiannopoulos maakte zijn debuut in het Zweeds voetbalelftal op 7 januari 2018, toen met 1–1 gelijkgespeeld werd tegen Estland. Henri Anier en Kalle Holmberg scoorden. Papagiannopoulos moest van bondscoach Janne Andersson als reservespeler aan de wedstrijd beginnen en hij viel na vierenzestig minuten in voor Franz Borsson (Malmö FF). De andere debutanten dit duel waren Pontus Dahlberg (IFK Göteborg), Gustaf Nilsson (Silkeborg IF), Joel Andersson (BK Häcken), Robert Gojani (Jönköpings Södra), Jordan Larsson en Holmberg (IFK Norrköping).
| Interlands van Sotirios Papagiannopoulos voor Zweden | Interlands van Sotirios Papagiannopoulos voor Zweden | Interlands van Sotirios Papagiannopoulos voor Zweden | Interlands van Sotirios Papagiannopoulos voor Zweden | Interlands van Sotirios Papagiannopoulos voor Zweden | Interlands van Sotirios Papagiannopoulos voor Zweden | Interlands van Sotirios Papagiannopoulos voor Zweden |
| №                                                    | Datum                                                | Wedstrijd                                            | Uitslag                                              | Competitie                                           | Goals                                                |                                                      |
| Als speler bij Östersunds FK                         | Als speler bij Östersunds FK                         | Als speler bij Östersunds FK                         | Als speler bij Östersunds FK                         | Als speler bij Östersunds FK                         | Als speler bij Östersunds FK                         | Als speler bij Östersunds FK                         |
| ---------------------------------------------------- | ---------------------------------------------------- | ---------------------------------------------------- | ---------------------------------------------------- | ---------------------------------------------------- | ---------------------------------------------------- | ---------------------------------------------------- |
| 1                                                    | 7 januari 2018                                       | Estland – Zweden                                     | 1 – 1                                                | Vriendschappelijk                                    |                                                      |                                                      |
| 2                                                    | 11 januari 2018                                      | Denemarken – Zweden                                  | 0 – 1                                                | Vriendschappelijk                                    |                                                      |                                                      |
| Als speler bij FC Kopenhagen                         |                                                      |                                                      |                                                      |                                                      |                                                      |                                                      |
| 3                                                    | 16 oktober 2018                                      | Zweden – Slowakije                                   | 1 – 1                                                | Vriendschappelijk                                    |                                                      |                                                      |
| 4                                                    | 11 januari 2019                                      | IJsland – Zweden                                     | 2 – 2                                                | Vriendschappelijk                                    |                                                      |                                                      |
| Als speler bij AIK                                   |                                                      |                                                      |                                                      |                                                      |                                                      |                                                      |
| 5                                                    | 12 juni 2022                                         | Noorwegen – Zweden                                   | 3 – 2                                                | Nations League 2022/23                               |                                                      |                                                      |

Bijgewerkt op 25 december 2024.

## Erelijst
| Competitie    |               |               |               |               |
| Competitie    | Aantal        | Jaren         |               |               |
| Östersunds FK | Östersunds FK | Östersunds FK | Östersunds FK | Östersunds FK |
| ------------- | ------------- | ------------- | ------------- | ------------- |
| Svenska Cupen | 1             | 2016/17       |               |               |
| FC Kopenhagen |               |               |               |               |
| Superligaen   | 1             | 2018/19       |               |               |